# Германн, Максимилиан
Максимилиан Германн (нем. Maximilian Hermann, родился 10 декабря 1991 в Линце) — австрийский гандболист, правый полусредний немецкого клуба «Гуммерсбах» и сборной Австрии.

## Карьера
Выступал в прошлом за «Линц» (до 2011) и «Медальп Тироль» (с 2011 по 2013 годы). С сезона 2013/2014 выступает в Бундеслиге Германии «Бергишер»

### В сборной
В сборной сыграл 46 игр и отличился 97 раз.

## Семья
Есть двоюродный брат Александр Германн, игрок «Вест-Виен».